# Gaetano Bedini
Gaetano Bedini (15 maja 1806 w Senigallii – 6 września 1864 w Viterbo), włoski duchowny katolicki, dyplomata watykański, wysoki urzędnik Kurii Rzymskiej, kardynał.

## Ważniejsze dzieła
- Sospensione delle azioni di protesto per le Cambiali, Biglietti e Pagherò a favore dei Commercianti - Bologna, 7 agosto 1849, Editto di cm 40 x 55;
- 14 aprile 1850. Stato della Chiesa, Governo Pontificio. Noi Gaetano Bedini, Patrizio Sinigalliese ... Commissario Pontificio Straordinario di S.S. Papa Pio IX e Pro-Legato di Bologna. Popoli delle Legazioni. ... Oggi ci è dato di potervi annunziare che l'immortale Pio IX già trovasi nella sua Roma e con Esso splende di nuovo nel Vaticano la duplice Maestà del Pontefice e del Sovrano... - Bologna, Tipografia Governativa alla Volpe, Editto di mm 781x530;
- Regolamentazione del facchinaggio e luoghi di collocamento per attendere lavoro., Bologna, 24 luglio 1850, Editto di cm 47 x 63;
- Istituzione di una "carta di sicurezza" onde distruggere le orde di malfattori... che in gran parte derivano dalla classe degli agricoltori Bologna, 24 gennaio 1851, Notificazione di cm 43 X 60;
- Agli alunni del Pontificio Collegio Urbano in propaganda: parole dette da Monsig. Gaetano Bedini nella solenne messa pontificale per l'Epifania del 1861 - Tipi della Sacra Congregazione de Propaganda Fide - Roma - 1861;